# Gravelkit
Gravelkit är en uppgradering man kan göra på vissa flygplansmodeller så att man minskar risken för skador ifrån främmande föremål till exempel att man får in skräp i motorer och undvika stenskott, dessutom minska risken för punkteringar och skador på landställen. 
Vanligtvis så innehåller en sådan uppgradering en modifiering av främre landstället (landningsstället).
Exempel på flygplan där det finns sådant till är tidiga Boeing 737.